# 시리아코끼리
시리아코끼리 또는 서아시아코끼리는 서아시아에 살았던 것으로 추정되는 멸종한 아시아코끼리의 아종이다. 아시아코끼리의 아종 중 가장 몸집이 컸던 것으로 추정되며, 터키, 이라크와 시리아 등지에서 유해가 발견되었다. 어금니는 상아로 사용했고, 전투용으로 활용되었다, 기원전 1800년에서 기원전 700년 사이에 멸종된 것으로 추정된다.
고대 시리아와 아시리아의 장인들은 시리아코끼리의 상아로 공예품을 제작했다. 어깨까지 높이 약 3.5미터(약11피트 6인치) 이상이었다. 
유전자 분석 결과 시리아 코끼리는 서아시아의 중기 홍적세에 이 지역에 살던 코끼리와는 혈연상 관련 없다. 터키 카흐라만마라슈 남서쪽 가부르 호수 늪에서 발견된 3500년 된 유적에서 발견된 개체에서 채취한 미토콘드리아 DNA를 연구한 결과 아시아코끼리 중 우세한 미토콘드리아 DNA였다. 시리아코끼리의 미토콘드리아 DNA를 세밀하게 검사 결과 아시아코끼리 중 태국 지역에 서식하는 코끼리에서 발견된 극히 희귀한 미토콘드리아 하플로타입을 가지고 있었다. 이 하플로타입의 기원은 기원전 3,700년에서 기원전 58,700년 전 사이 아시아코끼리에서 나타났으며 평균 기원전 23,500년경에 나타난 것으로 추정된다.
서아시아에서 코끼리는 이란 남부의 맹그로브 숲에서 아나톨리아 남부, 시리아 대초원, 심지어 팔레스타인 일대에 서식했다. 아슈르나시르팔 2세는 야생 소와 사자 사냥 및 코끼리 사냥을 자랑했다. 